# Wnt (protéines)
Pour les articles homonymes, voir WNT.
Wnt est une famille de glycoprotéines intervenant dans l'embryogenèse, le cancer et dans la formation de métastase . Le nom Wnt (prononcez « winnt ») est la réunion de Wg (en anglais : wingless, en français « sans aile ») et Int (en anglais : integration site, en français « site d'intégration »). Le gène wingless a été identifié en premier lieu en tant que gène impliqué dans la morphogenèse chez la mouche du vinaigre Drosophila melanogaster.

## Structure
Wnt est une famille de glycoprotéines riches en cystéines d'environ 350 acides aminés sécrétées dans le milieu extracellulaire, jouant un rôle important chez tous les animaux dans l'embryogenèse et l'homéostasie des tissus adultes (de ce fait son dérèglement peut conduire à des cancers). Chaque membre de la famille est numéroté (Wnt1, Wnt2...)

## Récepteurs et voies de signalisation

Figures des trois principales voies de signalisation Wnt dans la transduction du signal biologique.

Les protéines Wnt jouent essentiellement un rôle paracrine via leur liaison à un récepteur complexe composé d'une protéine à sept domaines transmembranaires (Frizzled (Fz)) d'environ 650 acides aminés et d'une protéine apparentée aux récepteurs des LDL (Low-Density Lipoprotein) et appelée LRP (LDL-Related Protein). Une fois rassemblées par Wnt du côté extracellulaire, Fz et LRP recrutent la protéine Dishevelled (Dsh ou Dvl) d'environ 650 acides aminés du côté intracellulaire. Dsh/Dvl recrute ensuite une protéine-kinase appelée GSK3 (Glycogen Synthétase Kinase 3) qui va d'une part phosphoryler la partie intracellulaire de LRP et d'autre part, cesser de phosphoryler la bêta-caténine (env. 1000 acides aminés). La cessation de la phosphorylation de la bêta-caténine lui permet de ne plus être conjuguée à l'ubiquitine et de ne plus être dégradée par le protéasome. Ainsi, la bêta-caténine qui est, entre autres, un facteur de transcription peut entrer dans le noyau de la cellule-cible des Wnt et stimuler, en interaction avec d'autres facteurs de transcription (notamment TCF[En]), l'expression de gènes spécifiques.
Du fait de son importance, cette voie de signalisation est étroitement contrôlée, en particulier par un inhibiteur extracellulaire appelé Dickkopf (Dkk) qui interagit à la fois avec le co-récepteur LRP et une protéine appelée Kremen et empêche ainsi la dimérisation par Wnt des co-récepteurs LRP et Fz.

La voie de signalisation des protéines Wnt via la bêta-caténine est appelée voie canonique (c'est-à-dire la voie privilégiée). D'autres voies existent cependant qui mettent en œuvre des récepteurs tyrosine-kinases appelés ROR et RYK.

## Fonctions
La cascade de signalisation wnt est surtout connue pour ses rôles dans l'embryogenèse et le cancer, bien qu'elle soit impliquée dans les processus physiologiques normaux chez les animaux adultes.
En général, les protéines Wnt maintiennent l'état indifférencié des cellules-souches. La signalisation Wnt est également impliquée dans la mise en place des axes de polarité chez le xénope, dans la mise en place de la polarité dorso-ventrale du tube neural des Vertébrés (effet dorsalisant).
Elles sont aussi impliquées dans la signalisation liée au développement du cône de croissance lors du guidage axonal.

## Cibles thérapeutiques
Plusieurs molécules sont en cours de test, ciblant la voie du Wnt et testés comme traitement de certains cancers.